# 贺岛区
贺岛区，是缅甸佤邦勐波县下辖的一个区。

## 地理
贺岛区位于勐波县东部，东临勐平区，南接勐嘎区，西接勐波区，北邻中国云南省孟连县芒信镇和勐马镇。

## 行政区划
贺岛区下辖5乡：
- 贺岛乡（Eung' Ho Tao）：新寨村、南东村、班坡村、南波村、街道村、贺班村
- 糯岛乡：贺岛老寨
- 南读乡（南渡乡）[3]：班明村
- 景康乡（景坎乡）：万允村
- 东发乡：东发村、东发新寨、南巴给村、东牛村